# Selección de fútbol playa de Guatemala
La Selección de fútbol playa de Guatemala es el equipo representativo del país en competiciones oficiales. Cuenta con dos participaciones en el Campeonato de Fútbol Playa de Concacaf.

## Participación en torneos oficiales

### Campeonato de Concacaf
Guatemala debutó en el Campeonato de Concacaf de Fútbol Playa en la edición del 2010, en el que no pasó de la primera ronda, aunque ganó un juego ante Bahamas. En el 2013 ocupó la quinta posición del certamen, la cual disputó con esa misma selección.
En 2021 consigue su mejor campaña, un tercer lugar.

### Juegos Bolivarianos de Playa
En el 2012, se desarrolló la primera edición de los Juegos Bolivarianos de Playa en Lima, Perú. El fútbol playa fue uno de sus eventos, en el que la selección guatemalteca estuvo presente, pero no logró ganar ningún encuentro de la ronda preliminar.

### Copa Pílsener
En el mes de abril de 2012, tuvo lugar el primer torneo de fútbol playa en El Salvador: la Copa Pílsener; al que acudieron las selecciones de Guatemala, Uruguay, Costa Rica y El Salvador. Aunque se jugaron dos rondas, la selección chapina fue la que acumuló el mayor número de puntos, con victorias sobre Uruguay en la tanda de penaltis, y Costa Rica por uno a cero.

### Copa Mundial FIFA
En el 2025 se hace historia Guatemala venció al anfitrión Bahamas 2-3 y se clasificó por primera vez en la Historia a un mundial de Fútbol playa que se realizará en África específicamente en Seychelles. 
En la contienda, la selección perdió en su primer partido mundialista contra Japón en un 2 a 6, en el siguiente logran su primera victoria mundialista contra el país anfitrión con un resultado de 3 a 4 de visita pero, pierden después contra la selección de Bielorrusia.

## Estadísticas

### Copa Mundial de Fútbol Playa FIFA
| Copa Mundial de Fútbol Playa FIFA | Copa Mundial de Fútbol Playa FIFA | Copa Mundial de Fútbol Playa FIFA | Copa Mundial de Fútbol Playa FIFA | Copa Mundial de Fútbol Playa FIFA | Copa Mundial de Fútbol Playa FIFA | Copa Mundial de Fútbol Playa FIFA | Copa Mundial de Fútbol Playa FIFA |
| Año                               | Ronda                             | J                                 | G                                 | G+                                | P                                 | GF                                | GC                                |
| --------------------------------- | --------------------------------- | --------------------------------- | --------------------------------- | --------------------------------- | --------------------------------- | --------------------------------- | --------------------------------- |
| 2005 - 2009                       | No participó                      | No participó                      | No participó                      | No participó                      | No participó                      | No participó                      | No participó                      |
| 2011                              | No clasificó                      | No clasificó                      | No clasificó                      | No clasificó                      | No clasificó                      | No clasificó                      | No clasificó                      |
| 2013                              | No clasificó                      | No clasificó                      | No clasificó                      | No clasificó                      | No clasificó                      | No clasificó                      | No clasificó                      |
| 2015                              | No clasificó                      | No clasificó                      | No clasificó                      | No clasificó                      | No clasificó                      | No clasificó                      | No clasificó                      |
| 2017                              | Suspendido                        | Suspendido                        | Suspendido                        | Suspendido                        | Suspendido                        | Suspendido                        | Suspendido                        |
| 2019                              | No clasificó                      | No clasificó                      | No clasificó                      | No clasificó                      | No clasificó                      | No clasificó                      | No clasificó                      |
| 2021                              | No clasificó                      | No clasificó                      | No clasificó                      | No clasificó                      | No clasificó                      | No clasificó                      | No clasificó                      |
| 2024                              | No clasificó                      | No clasificó                      | No clasificó                      | No clasificó                      | No clasificó                      | No clasificó                      | No clasificó                      |
| 2025                              | Fase de grupos                    | 3                                 | 1                                 | 0                                 | 2                                 | 9                                 | 21                                |
| Total                             | 1/13                              | 3                                 | 1                                 | 0                                 | 2                                 | 9                                 | 21                                |

### Campeonato de Fútbol Playa de Concacaf
| Campeonato de Fútbol Playa de Concacaf | Campeonato de Fútbol Playa de Concacaf | Campeonato de Fútbol Playa de Concacaf | Campeonato de Fútbol Playa de Concacaf | Campeonato de Fútbol Playa de Concacaf | Campeonato de Fútbol Playa de Concacaf | Campeonato de Fútbol Playa de Concacaf | Campeonato de Fútbol Playa de Concacaf |
| Año                                    | Ronda                                  | J                                      | G                                      | G+                                     | P                                      | GF                                     | GC                                     |
| -------------------------------------- | -------------------------------------- | -------------------------------------- | -------------------------------------- | -------------------------------------- | -------------------------------------- | -------------------------------------- | -------------------------------------- |
| 2006                                   | No participó                           | No participó                           | No participó                           | No participó                           | No participó                           | No participó                           | No participó                           |
| 2009                                   | No participó                           | No participó                           | No participó                           | No participó                           | No participó                           | No participó                           | No participó                           |
| 2010                                   | Fase de grupos                         | 3                                      | 1                                      | 0                                      | 2                                      | 11                                     | 16                                     |
| 2013                                   | Quinto lugar                           | 4                                      | 1                                      | 1                                      | 2                                      | 20                                     | 17                                     |
| 2015                                   | Sexto lugar                            | 6                                      | 3                                      | 0                                      | 3                                      | 34                                     | 19                                     |
| 2017                                   | Descalificado                          | Descalificado                          | Descalificado                          | Descalificado                          | Descalificado                          | Descalificado                          | Descalificado                          |
| 2019                                   | Cuartos de final                       | 4                                      | 2                                      | 0                                      | 2                                      | 14                                     | 16                                     |
| 2021                                   | Tercer lugar                           | 6                                      | 3                                      | 1                                      | 2                                      | 27                                     | 23                                     |
| 2023                                   | Cuartos de final                       | 4                                      | 1                                      | 0                                      | 3                                      | 10                                     | 17                                     |
| 2025                                   | Subcampeón                             | 5                                      | 3                                      | 0                                      | 2                                      | 13                                     | 15                                     |
| Total                                  | 7/10                                   | 32                                     | 14                                     | 2                                      | 16                                     | 129                                    | 123                                    |